# Jan Dąbrowski (pisarz)
Jan Dąbrowski (ur. 17 lutego 1942 w Kiwercach, zm. 7 lipca 2024) – doktor fizyki, pisarz, publicysta, wiceprezes Olsztyńskiego Oddziału Stowarzyszenia Dziennikarzy Polskich.

## Życiorys
W 1945 wraz z matką i starszym rodzeństwem przyjechał do Ostródy. Ojciec dołączył po kilku miesiącach. Ukończył Liceum Ogólnokształcące w Ostródzie. Studiował fizykę na Uniwersytecie Warszawskim, uzyskując dyplom magistra.
W 1973 r. skonstruował wraz z uczniami Zespołu szkół Zawodowych w Ostródzie pierwszy w Polsce laser szkolny oraz zestaw do wykonywania hologramów.
W 1979 r. obronił pracę doktorską z fizyki na Uniwersytecie Łódzkim (promotor – Bazyli Bończak). Tematem rozprawy było zastosowanie lasera helowo-neonowego w nauczaniu optyki. Opublikował liczne prace dotyczącego optyki światła laserowego. Publikował w czasopismach w Polsce, Algierii i Wielkiej Brytanii, w tym w "Physics Education" wydawanym w Londynie. Pracował w Wyższej Szkole Pedagogicznej w Olsztynie na stanowisku adiunkta, później jako asystent na uniwersytecie w Mosulu (Irak) i na stanowisku docenta w Tlemsen (Algieria).
Po powrocie do Polski pisał liczne artykuły o islamie i wczesnym chrześcijaństwie (Posłaniec Warmiński i inne pisma regionalne).
Pochowany na Cmentarzu Komunalnym w Ostródzie.

## Książki
- Szeherezada, 2000 – książka o Algierii
- Miejsce na ziemi, 2005 – książka o Ostródzie
- Zaczęło się w roku 1954 ... to już 60 lat polskiej Ostródy, redakcja, 2006; praca zbiorowa
- Zaułki natchnione poezją, 2006, zbiorowy tomik wierszy
- Ostródzianie o swoim mieście, 2007, praca zbiorowa
- Siedem wieków Łukty. 600-lecie kościoła, 50-lecie parafii Matki Boskiej Częstochowskiej, 2007, Wydawnictwo WPW C. Porycki, P. Wasześcik Sp. J., Olsztyn
- Dąg. 630-lecie wsi, we współpracy z Bożeną Pawełczyk, 2012, Wydawnictwo Drwęca – dzieje wsi Dąg